# Маргас (село)
Ма́ргас (латыш. Margas) — населённый пункт в Гулбенском крае Латвии. Входит в состав Страдской волости. Находится на автодороге P36 (Резекне — Гулбене) у южной окраины города Гулбене. По данным на 2015 год, в населённом пункте проживало 42 человека.

## История
В советское время населённый пункт был центром Страдского сельсовета Гулбенского района.